# Violet Brown
Violet Mosse-Brown (Trelawny, 10 maart 1900 – Montego Bay, 15 september 2017) was een Jamaicaanse supereeuwelinge en van 15 april 2017 tot haar overlijden op 15 september 2017, exact 5 maanden later, de oudste levende persoon ter wereld.

## Biografie
Violet Brown werd geboren als Violet Mosse, als dochter van John Mosse en Elizabeth Riley, die beiden op 96-jarige leeftijd overleden. Ze was getrouwd met Augustus Gaynor Brown, die in 1978 overleed. In totaal kreeg ze zes kinderen.
Brown was de eerste Jamaicaanse die de leeftijd van minstens 114 jaar haalde en is daarmee dus de oudste Jamaicaanse ooit. Ze woonde haar hele leven in haar geboortehuis.
Brown werd de oudste persoon ter wereld op 15 april 2017 na het overlijden van de Italiaanse Emma Morano. Sinds 25 oktober 2015 was Brown al de oudste onderdaan ooit onder een Britse monarch, nadat ze ouder werd dan Charlotte Hughes. Ze was tevens de laatste nog levende onderdaan van koningin Victoria en een van de laatste twee nog levende personen geboren in de 19e eeuw, samen met Nabi Tajima uit Japan.
Brown was in de laatste jaren van haar leven voor iemand van haar leeftijd nog ongekend goed gezond; met 117 jaar was ze nog steeds volledig bij de pinken, ze kon, hoewel met de hulp van een verpleger, nog wat lopen met haar wandelstok en ze was in staat om nog zonder bril te lezen (alleen haar gehoor was iets minder goed). In een interview met The Jamaica Observer, een Jamaicaanse krant, verklaarde Brown dat ze zelfs gezonder was dan haar vier overgebleven kinderen en dat ze geen kwalen had. Haar geheim voor een lang leven was hard werken en vaak naar de kerk gaan.
Hoewel Violet Brown nog op zeer hoge leeftijd kerngezond was, overleed ze op 15 september 2017 op 117-jarige leeftijd in het ziekenhuis van Montego Bay na een kort ziekbed aan de gevolgen van hartfalen door dehydratie.
De oudste zoon van Brown, Harold Fairweather, overleed vier dagen nadat zijn moeder op zijn 97e verjaardag 's werelds oudste persoon werd. Hij is met 97 jaar en 4 dagen de oudste persoon ooit van wie nog een ouder in leven was.